# Stack-Smashing Protector
Pour les articles homonymes, voir SSP.
Le Stack-Smashing Protector (également appelé SSP, et autrefois connu sous le nom de ProPolice) est une extension au compilateur GCC qui permet de minimiser les dommages qui peuvent être dus à des attaques de type dépassement de tampon. En particulier, il fournit une protection contre la corruption de pile (stack-smashing).
La protection Stack-Smashing Protector a originairement été écrite, et est toujours entretenue, par Hiroaki Etoh d'IBM. La première implémentation a été faite pour GCC 3 et a ensuite été réécrite de façon moins intrusive puis intégrée dans GCC 4.1.

## Différentes options
Il existe plusieurs options de compilation dans gcc pour activer les différentes protections contre les débordements de tampon :
- -fstack-protector
- -fstack-protector-all
- -fstack-protector-strong (à partir de GCC 4.9)
- -Wstack-protector